# США на летних Олимпийских играх 1956
На летних Олимпийских играх 1956 года США представляли 297 спортсменов (251 мужчина, 46 женщин). Они завоевали 32 золотых, 25 серебряных и 17 бронзовых медалей, что вывело сборную на 2-е место в неофициальном командном зачёте.

## Медалисты
| Медаль  | Спортсмен | Вид спорта            | Дисциплина                               |
| ------- | --- | --------------------- | ---------------------------------------- |
| Золото  | Бобби Морроу | Лёгкая атлетика       | Мужчины, 100 м                           |
| Золото  | Бобби Морроу | Лёгкая атлетика       | Мужчины, 200 м                           |
| Золото  | Чарльз Дженкинс | Лёгкая атлетика       | Мужчины, 400 м                           |
| Золото  | Томас Куртни | Лёгкая атлетика       | Мужчины, 800 м                           |
| Золото  | Ли Кэлхаун | Лёгкая атлетика       | Мужчины, 110 м с барьерами               |
| Золото  | Гленн Дэвис | Лёгкая атлетика       | Мужчины, 400 м с барьерами               |
| Золото  | Айра Мерчинсон Лимон Кинг Тэйн Бейкер Бобби Морроу | Лёгкая атлетика       | Мужчины, эстафета 4×100 м                |
| Золото  | Луис Джонс Джесс Мэшбурн Чарльз Дженкинс Томас Куртни | Лёгкая атлетика       | Мужчины, эстафета 4×400 м                |
| Золото  | Чарльз Дюмас | Лёгкая атлетика       | Мужчины, прыжки в высоту                 |
| Золото  | Роберт Ричардс | Лёгкая атлетика       | Мужчины, прыжки с шестом                 |
| Золото  | Грегори Белл | Лёгкая атлетика       | Мужчины, прыжки в длину                  |
| Золото  | Перри О’Брайен | Лёгкая атлетика       | Мужчины, толкание ядра                   |
| Золото  | Альфред Ортер | Лёгкая атлетика       | Мужчины, метание диска                   |
| Золото  | Гарольд Конноли | Лёгкая атлетика       | Мужчины, метание молота                  |
| Золото  | Милтон Кэмпбелл | Лёгкая атлетика       | Мужчины, десятиборье                     |
| Золото  | Милдред Макдэниел | Лёгкая атлетика       | Женщины, прыжки в высоту                 |
| Золото  | Джеймс Файфер Дюваль Хехт | Академическая гребля  | Мужчины, двойки распашные без рулевого   |
| Золото  | Артур Эро Конн Финдли Курт Сейфферт | Академическая гребля  | Мужчины, двойки распашные с рулевым      |
| Золото  | Томас Чарлтон Дэвид Уайт Джон Кук Дональд Бир Колдуэлл Эссельстин Чарльз Граймс Ричард Уэйлз Роберт Мори Уильям Беклин                                       | Академическая гребля  | Мужчины, восьмёрки                       |
| Золото  | K.C. Джонс Бёрдетт Халдорсон Карл Каин Джилберт Форд Ричард Бушка Джим Уолш Чак Дарлинг Билл Эванс Билл Хугланд Роберт Джинджерард Билл Рассел Роналд Томсич | Баскетбол             | Мужчины                                  |
| Золото  | Джеймс Бойд | Бокс                  | Мужчины, до 81 кг                        |
| Золото  | Петер Радемахер | Бокс                  | Мужчины, свыше 81 кг                     |
| Золото  | Херберт Вильямс Лоуренс Лоу | Парусный спорт        | Класс «Звёздный»                         |
| Золото  | Вильям Йорзик | Плавание              | Мужчины, 200 м баттерфляем               |
| Золото  | Шелли Манн | Плавание              | Женщины, 100 м баттерфляем               |
| Золото  | Роберт Клотворси | Прыжки в воду         | Мужчины, трамплин 3 м                    |
| Золото  | Патрисия Маккормик | Прыжки в воду         | Женщины, трамплин 3 м                    |
| Золото  | Патрисия Маккормик | Прыжки в воду         | Женщины, вышка 10 м                      |
| Золото  | Чарльз Винчи | Тяжёлая атлетика      | Мужчины, до 56 кг                        |
| Золото  | Айзек Бергер | Тяжёлая атлетика      | Мужчины, до 60 кг                        |
| Золото  | Тамио Коно | Тяжёлая атлетика      | Мужчины, до 82,5 кг                      |
| Золото  | Пол Андерсон | Тяжёлая атлетика      | Мужчины, свыше 90 кг                     |
| Серебро | Тэйн Бейкер | Лёгкая атлетика       | Мужчины, 100 м                           |
| Серебро | Эндрю Стэнфилд | Лёгкая атлетика       | Мужчины, 200 м                           |
| Серебро | Джек Дэвис | Лёгкая атлетика       | Мужчины, 110 м с барьерами               |
| Серебро | Эдди Саутерн | Лёгкая атлетика       | Мужчины, 400 м с барьерами               |
| Серебро | Роберт Гутовски | Лёгкая атлетика       | Мужчины, прыжки с шестом                 |
| Серебро | Джон Беннетт | Лёгкая атлетика       | Мужчины, прыжки в длину                  |
| Серебро | Билл Нидер | Лёгкая атлетика       | Мужчины, толкание ядра                   |
| Серебро | Форчун Гордиен | Лёгкая атлетика       | Мужчины, метание диска                   |
| Серебро | Рэфер Джонсон | Лёгкая атлетика       | Мужчины, десятиборье                     |
| Серебро | Уилли Уайт | Лёгкая атлетика       | Женщины, прыжки в длину                  |
| Серебро | Пэт Костелло Джеймс Гардинер | Академическая гребля  | Мужчины, двойки парные                   |
| Серебро | Джон Уэлчли Джон Маккинли Артур Маккинли Джеймс Макинтош | Академическая гребля  | Мужчины, четвёрки распашные без рулевого |
| Серебро | Хосе Торрес | Бокс                  | Мужчины, до 71 кг                        |
| Серебро | Дэниэл Ходж | Борьба                | Мужчины, вольный стиль, до 79 кг         |
| Серебро | Ричард Ханли Джордж Брин Вильям Вулси Форд Конно | Плавание              | Мужчины, эстафета 4×200 м вольным стилем |
| Серебро | Карин Коун | Плавание              | Женщины, 100 м на спине                  |
| Серебро | Нэнси Рэми | Плавание              | Женщины, 100 м баттерфляем               |
| Серебро | Сильвия Рууска Шелли Манн Нэнси Симонс Джоан Розацца | Плавание              | Женщины, эстафета 4×100 м вольным стилем |
| Серебро | Дональд Харпер | Прыжки в воду         | Мужчины, трамплин 3 м                    |
| Серебро | Гари Тобиан | Прыжки в воду         | Мужчины, вышка 10 м                      |
| Серебро | Джинни Станьо | Прыжки в воду         | Женщины, трамплин 3 м                    |
| Серебро | Юнона Стовер-Ирвин | Прыжки в воду         | Женщины, вышка 10 м                      |
| Серебро | Джордж Ламберт Уильям Андре Джек Дэниелс | Современное пятиборье | Мужчины, командный зачёт                 |
| Серебро | Питер Джордж | Тяжёлая атлетика      | Мужчины, до 75 кг                        |
| Серебро | Дэвид Шеппард | Тяжёлая атлетика      | Мужчины, до 90 кг                        |
| Бронза  | Тэйн Бейкер | Лёгкая атлетика       | Мужчины, 200 м                           |
| Бронза  | Джоэл Шенкл | Лёгкая атлетика       | Мужчины, 110 м с барьерами               |
| Бронза  | Джошуа Калбрит | Лёгкая атлетика       | Мужчины, 400 м с барьерами               |
| Бронза  | Десмонд Коч | Лёгкая атлетика       | Мужчины, метание диска                   |
| Бронза  | Мэй Фэггс Маргарет Мэттьюз Вильма Рудольф Изабелла Дэниелс                                                                                                   | Лёгкая атлетика       | Женщины, эстафета 4×100 м                |
| Бронза  | Джон Брендан Келли-младший | Академическая гребля  | Мужчины, одиночки                        |
| Бронза  | Питер Блэр | Борьба                | Мужчины, вольный стиль, до 87 кг         |
| Бронза  | Джон Марвин | Парусный спорт        | Класс «Финн»                             |
| Бронза  | Джордж Брин | Плавание              | Мужчины, 400 м вольным стилем            |
| Бронза  | Джордж Брин | Плавание              | Мужчины, 1500 м вольным стилем           |
| Бронза  | Франк Маккинни | Плавание              | Мужчины, 100 м на спине                  |
| Бронза  | Сильвия Рууска | Плавание              | Женщины, 400 м вольным стилем            |
| Бронза  | Ричард Коннор | Прыжки в воду         | Мужчины, вышка 10 м                      |
| Бронза  | Паула Джин Майерс-Поуп | Прыжки в воду         | Женщины, вышка 10 м                      |
| Бронза  | Оффат Пинион | Стрельба              | Мужчины, произвольный пистолет, 50 м     |
| Бронза  | Джеймс Джордж | Тяжёлая атлетика      | Мужчины, до 82,5 кг                      |

## Результаты соревнований

### Академическая гребля
В следующий раунд из каждого заезда проходили несколько лучших экипажей (в зависимости от дисциплины). В финал A выходили 4 сильнейших экипажей.
Мужчины
| Соревнование | Спортсмены         | Предварительный заезд | Предварительный заезд | Предварительный заезд | Отборочный заезд | Отборочный заезд | Отборочный заезд | Полуфинал | Полуфинал | Полуфинал | Финал  | Финал |
| Соревнование | Спортсмены         | Заезд                 | Время                 | Место                 | Заезд            | Время            | Место            | Заезд     | Время     | Место     | Время  | Место |
| ------------ | ------------------ | --------------------- | --------------------- | --------------------- | ---------------- | ---------------- | ---------------- | --------- | --------- | --------- | ------ | ----- |
| одиночки     | Джон Келли-младший | 3                     | 7:24,8                | 1 Q                   | не участвовал    | не участвовал    | не участвовал    | 2         | 9:12,5    | 1 Q       | 8:11,8 | 3     |

### Гребля на байдарках и каноэ

#### Мужчины
| Спортсмен(ы)                | Категория                   | Предварительный этап | Предварительный этап | Финал                 | Финал                 |
| Спортсмен(ы)                | Категория                   | Время                | Место                | Время                 | Место                 |
| --------------------------- | --------------------------- | -------------------- | -------------------- | --------------------- | --------------------- |
| Дэвид Мервин                | Байдарки-одиночки, 1000 м   | 4.35,9               | 4                    | Завершил выступление  | Завершил выступление  |
| Роберт О’Брайен             | Байдарки-одиночки, 10 000 м | N/A                  | N/A                  | 53.02,8               | 11                    |
| Расселл Дермонд Джон Пагкос | Байдарки-двойки, 1000 м     | 4.22,7               | 5                    | Завершили выступление | Завершили выступление |
| Кен Уилсон Эдвард Хьюстон   | Байдарки-двойки, 10 000 м   | N/A                  | N/A                  | 51.25,8               | 12                    |
| Уильям Шютте                | Каноэ-одиночки, 1000 м      | N/A                  | N/A                  | 5.12,7                | 9                     |
| Фрэнк Хэвенс                | Каноэ-одиночки, 10 000 м    | N/A                  | N/A                  | 1:01.23,6             | 8                     |
| Джордж Байерс Ричард Моран  | Каноэ-двойки, 1000 м        | 5.16,1               | 5                    | Завершили выступление | Завершили выступление |
| Фрэнк Крик Джон Хаас        | Каноэ-двойки, 10 000 м      | N/A                  | N/A                  | 58.30,0               | 10                    |